# 19-й истребительный авиационный полк
19-й истребительный авиационный Проскуровский Краснознамённый ордена Александра Невского полк — воинская часть Вооружённых сил СССР в Великой Отечественной войне.

## Наименования полка
- 19-й отдельный истребительный авиационный полк;
- 19-й истребительный авиационный полк;
- 19-й Краснознамённый истребительный авиационный полк;
- 19-й истребительный авиационный Проскуровский Краснознамённый полк;
- 19-й истребительный авиационный Проскуровский Краснознамённый ордена Александра Невского полк;
- 176-й гвардейский истребительный авиационный Проскуровский Краснознамённый ордена Александра Невского полк;
- 176-й гвардейский истребительный авиационный Проскуровский Краснознамённый орденов Кутузова и Александра Невского полк;
- 234-й гвардейский истребительный авиационный Проскуровский Краснознамённый орденов Кутузова и Александра Невского полк;
- 237-й гвардейский центр показа боевой техники;
- Полевая почта 49772.

## История
Формирование полка из лётчиков, воевавших в Испании, как части для выполнения ответственных заданий Советского Правительства и военного командования, началось 22 марта 1938 года в Горелово под Ленинградом, на базе 58-й и 70-й истребительных эскадрилий и 33-й отдельной разведывательной эскадрильи. Сформирован как 19-й отдельный истребительный авиационный полк.
В 1939 году лётчики полка провели войсковые испытаний истребителя И-16 с двигателями М-63.
В сентябре-октябре 1939 года в составе ВВС Украинского фронта полк принимал участие в освобождении Западной Украины, где совершил 1420 вылетов, боях на Халхин-Голе и в Советско-финской войне, где выполнил 3412 боевых вылетов, повредил или уничтожил 74 паровозов, 5 эшелонов, 2 самолёта на земле и 3 — в воздушных боях.
За образцовое выполнение заданий командования в этой войне и проявленные личным составом доблесть и мужество Указом Президиума Верховного Совета СССР от 11.04.1940 г. полк был награждён орденом Красного Знамени.
В составе действующей армии во время Великой Отечественной войны с 22 июня 1941 по 17 декабря 1941, с 25 февраля 1942 по 15 июля 1942, с 11 сентября 1942 по 23 сентября 1942, с 2 января 1943 по 20 марта 1943, с 3 июля 1943 по 25 июля 1943 и с 8 января 1944 по 19 августа 1944 года
В начале Великой Отечественной войны по состоянию на 22 июня 1941 года полк входил в ВВС Северного фронта и базировался на аэродроме Горелово. В него входили четыре штатных эскадрильи и 5-я прикомандированная, всего 50 истребителей И-16, 20 И-153 и 15 МиГ-3, 85 лётчиков.
Первый самолёт лётчиками полка был сбит 6 июля 1941 года, отличился Д.C. Титаренко, впоследствии закончивший войну ведомым Ивана Кожедуба
С 8 августа 1941 года полк был включён в состав 7-го истребительного авиационного корпуса ПВО и переведён на трёхэскадрильный состав. На вооружении 2-й эскадрильи полка остались МиГ-3, а 1-я эскадрилья получила истребители ЛаГГ-3.
Во взаимодействии с другими истребительными авиационными частями до середины декабря 1941 года прикрывал Ленинград от налётов авиации противника.
За время боёв под Ленинградом полк выполнил 3145 боевых вылетов, провёл 415 воздушных боёв и отчитался об уничтожении 116 самолётов противника. Потери полка составили 30 лётчиков и 57 самолётов.
26 сентября 1941 года, после напряжённых боёв, передав оставшуюся материальную часть, отбыл в Череповец на переформирование.
Затем был переброшен под Москву, а в феврале 1942 года — на Волховский фронт (с 23 апреля до 9 июня Волховская оперативная группа войск) и включён во 2-ю резервную авиационную группу.
Вновь поступил в действующую армию 25 февраля 1942 года, действовал на Волховском фронте (с 23 апреля до 9 июня Волховская оперативная группа войск Ленинградского фронта) в ходе проведения Любаньской операции до мая 1942 года.
До середины июля 1942 года вёл боевые действия на любанском направлении;
В начале мая 1942 года полк перебазировался на аэродром Волгино Боровичского района, где действовал как учебно-тренировочный центр Волховского фронта с целью переучивания лётного состава фронта на новую технику.
С августа до декабря 1942 года находился на доукомплектовании в ВВС Московского военного округа .
10 сентября 1942 года полк перебазировался на аэродром Люберцы ВВС Московского военного округа . Очевидно, что был переброшен на передовую, где ведёт бои в составе 269-й истребительной авиадивизии с 11 по 23 сентября 1942 года. C 19 октября 1942 года полк поступил в личное распоряжение Василия Сталина, в особую группу 269-й истребительной авиадивизии.
В конце октября 1942 года полк одним из первых в ВВС РККА получил новые самолёты Ла-5 и был передан в 210-ю истребительную дивизию, затем — в 286-ю и вновь возвращён в 269-ю истребительную дивизию.
За 1942 год полк выполнил 1312 боевых вылетов, в воздушных боях сбил 46 самолётов противника.
Во 2-й половине декабря 1942 года — марте 1943 года в составе 269-й истребительной авиационной дивизии 2-й воздушной армии Воронежского фронта принимал участие в контрнаступлении под Сталинградом, а также в Острогожско-Россошанской, Воронежско-Касторненской, Харьковской наступательных и Харьковской оборонительной операциях.
В декабре 1942 года полк перелетел из Люберец в район Ельца имея 39 экипажей, вооружённых самолётами Ла-5, и приступил к боевой работе. Со 2 января 1943 года по 20 марта 1943 года лётчики полка произвели 1055 боевых вылетов, сбив в 60 воздушных боях 35 самолётов противника (19 бомбардировщиков, 11 истребителей, 5 разведчиков). Полк потерял пять Ла-5 в боях, ещё пять истребителей были разбиты. Погибло пять лётчиков, из них трое в бою, а двое — в катастрофах). Полк отчитался также об уничтожении 136 автомашин, порядка 200 повозок, двух батарей зенитной артиллерии и о создании 8 очагов пожаров. 20 марта 1943 года отведён в резерв. С 20 марта 1943 лётный состав полка проходил переподготовку.
С 3 июля 1943 по 25 июля 1943 года действует на Курской дуге, затем вновь отведён в резерв.
С сентября 1943 года полк находился в прямом подчинении командующего ВВС Красной Армии, и по его заданиям вёл боевые действия на направлениях, где проводились важнейшие стратегические и фронтовые операции. Имея высококвалифицированный лётный состав и новейшие самолёты, полк успешно вёл воздушные бои с авиацией противника. В сентябре полк получил новые самолёты Ла-5ФН.
С 8 января 1944 года в составе 2-й воздушной армии 1-го Украинского фронта принимал участие в освобождении Правобережной Украины. Базируясь на аэродроме Журбинцы выполнял боевые вылеты, главным образом, на свободную охоту, вообще, стал первым, предназначенным специально для свободной охоты подразделением советских ВВС. Полк не вылетал на сопровождение бомбардировщиков и прикрытие наземных войск; отбор в полк производился среди лётчиков, имеющих опыт боёв, по телеграмме в воинскую часть
За отличие в боях при освобождении войсками фронта г. Проскуров был удостоен почётного наименования «Проскуровского» (3 апреля 1944 года).
До 26 мая 1944 года полком было произведено 1055 боевых вылетов, проведено 37 воздушных боёв, в которых было сбито 47 самолётов противника (25 истребителей, 21 бомбардировщик, 1 разведчик), собственные боевые потери полка составили 9 самолётов и шесть лётчиков, небоевые — 2 самолёта, один лётчик погиб
Высокое боевое мастерство лётный состав полка показал в Белорусской наступательно операции 1944 года, в ходе которой он действовал в составе 3-го истребительного авиационного корпуса 16-й воздушной армии, а с 15 июля — 6-й воздушной армии 1-го Белорусского фронта.
В июне 1944 года полк перебазировался на аэродром Юдичи, а с 22 июня 1944 года поддерживает наступающие советские войска в ходе операции «Багратион».
16 июня 1944 года полк получил первый в ВВС РККА Ла-7 и 24 июня 1944 года в небе над Барановичами были одержаны первые победы на этом самолёте.
Всего с 22 июня 1941 года по 6 июня 1944 года полк выполнил 5574 боевых вылета, в воздушных боях сбил 172 самолёта противника, 48 самолётов противника уничтожено на земле.
9 августа 1944 года за образцовое выполнение заданий командования в Белорусской наступательной операции, стойкость, мужество и героизм личного состава был награждён орденом Александра Невского .
19 августа 1944 года полк за образцовое выполнение боевых задач в Белорусской наступательной операции и проявленные при этом мужество и героизм на основании Приказа НКО СССР преобразован в 176-й гвардейский истребительный авиационный полк.
11 июня 1945 года награждён орденом Кутузова 3-й степени за действия в Берлинской операции в составе 1-го Белорусского фронта.
Войну окончил, как 176-й гвардейский Проскуровский Краснознамённый орденов Кутузова и Александра Невского истребительный авиационный полк
В разные годы в полку проходили службу 29 Героев Советского Союза, в том числе трижды Герой Советского Союза И. Н. Кожедуб, дважды Герой Советского Союза космонавт П. Р. Попович и Герой России космонавт В. Г. Корзун.
В современное время преемником полка является 237-й Проскуровский Краснознамённый орденов Кутузова и Александра Невского Центр показа авиационной техники имени И. Н. Кожедуба, в состав которого входят пилотажные группы «Русские Витязи», «Стрижи», «Небесные гусары»

## Подчинение
| Период        | Фронт (округ)            | армия                                | корпус                                    | дивизия                                  | примечание                                            |
| ------------- | ------------------------ | ------------------------------------ | ----------------------------------------- | ---------------------------------------- | ----------------------------------------------------- |
| 22.06.1941 г. | Северный фронт           | -                                    | -                                         | 3-я истребительная авиационная дивизия   | -                                                     |
| 01.07.1941 г. | Северный фронт           | -                                    | -                                         | 3-я истребительная авиационная дивизия   | -                                                     |
| 10.07.1941 г. | Северный фронт           | -                                    | 7-й истребительный авиационный корпус ПВО | -                                        | -                                                     |
| 01.08.1941 г. | Северный фронт           | -                                    | 7-й истребительный авиационный корпус ПВО | -                                        | -                                                     |
| 01.09.1941 г. | Ленинградский фронт      | -                                    | 7-й истребительный авиационный корпус ПВО | -                                        | -                                                     |
| 01.10.1941 г. | -                        | -                                    | -                                         | -                                        | на переформировании                                   |
| 01.11.1941 г. | -                        | -                                    | -                                         | -                                        | на переформировании                                   |
| 01.12.1941 г. | -                        | -                                    | -                                         | -                                        | на переформировании                                   |
| 01.01.1942 г. | Резерв Ставки ВГК        | -                                    | -                                         | -                                        | -                                                     |
| 01.02.1942 г. | Резерв Ставки ВГК        | -                                    | -                                         | -                                        | -                                                     |
| 01.03.1942 г. | Волховский фронт         | 2-я резервная авиационная группа     | -                                         | -                                        | -                                                     |
| 01.04.1942 г. | Волховский фронт         | 2-я резервная авиационная группа     | -                                         | -                                        | -                                                     |
| 01.05.1942 г. | Ленинградский фронт      | Группа войск Волховского направления | -                                         | -                                        | -                                                     |
| 01.06.1942 г. | Ленинградский фронт      | Волховская группа войск              | -                                         | -                                        | -                                                     |
| 01.07.1942 г. | -                        | -                                    | -                                         | -                                        | точных данных нет                                     |
| 01.08.1942 г. | Московский военный округ | ВВС Московского военного округа      | -                                         | -                                        | -                                                     |
| 01.09.1942 г. | Московский военный округ | ВВС Московского военного округа      | -                                         | -                                        | -                                                     |
| 01.10.1942 г. | Резерв Ставки ВГК        | -                                    | -                                         | 269-я истребительная авиационная дивизия | -                                                     |
| 01.11.1942 г. | Резерв Ставки ВГК        | -                                    | -                                         | 269-я истребительная авиационная дивизия | -                                                     |
| 01.12.1942 г. | Резерв Ставки ВГК        | -                                    | -                                         | 269-я истребительная авиационная дивизия | (210-я иад, 286-я иад)                                |
| 01.01.1943 г. | Резерв Ставки ВГК        | -                                    | 3-й истребительный авиационный корпус     | 269-я истребительная авиационная дивизия | в оперативном подчинении 2-й воздушной армии          |
| 01.02.1943 г. | Воронежский фронт        | 2-я воздушная армия                  | -                                         | 269-я истребительная авиационная дивизия | в оперативном подчинении                              |
| 01.03.1943 г. | Воронежский фронт        | 2-я воздушная армия                  | -                                         | 269-я истребительная авиационная дивизия | в оперативном подчинении                              |
| 01.04.1943 г. | -                        | -                                    | -                                         | -                                        | на переформировании                                   |
| 01.05.1943 г. | -                        | -                                    | -                                         | -                                        | на переформировании                                   |
| 01.06.1943 г. | -                        | -                                    | -                                         | -                                        | на переформировании                                   |
| 01.07.1943 г. | -                        | -                                    | -                                         | -                                        | вероятно в оперативном подчинении 2-й воздушной армии |
| 01.08.1943 г. | Резерв Ставки ВГК        | -                                    | -                                         | -                                        | -                                                     |
| 01.09.1943 г. | Московский военный округ | -                                    | -                                         | -                                        | -                                                     |
| 01.10.1943 г. | Московский военный округ | -                                    | -                                         | -                                        | -                                                     |
| 01.11.1943 г. | Московский военный округ | -                                    | -                                         | -                                        | -                                                     |
| 01.12.1943 г. | Московский военный округ | -                                    | -                                         | -                                        | -                                                     |
| 01.01.1944 г. | -                        | -                                    | -                                         | -                                        | точных данных нет                                     |
| 01.02.1944 г. | 2-й Украинский фронт     | 2-я воздушная армия                  | -                                         | -                                        | в оперативном подчинении                              |
| 01.03.1944 г. | 2-й Украинский фронт     | 2-я воздушная армия                  | -                                         | -                                        | в оперативном подчинении                              |
| 01.04.1944 г. | 2-й Украинский фронт     | 2-я воздушная армия                  | -                                         | -                                        | в оперативном подчинении                              |
| 01.05.1944 г. | 2-й Украинский фронт     | 2-я воздушная армия                  | -                                         | -                                        | в оперативном подчинении                              |
| 01.06.1944 г. | 1-й Белорусский фронт    | 16-я воздушная армия                 | -                                         | -                                        | в оперативном подчинении                              |
| 01.07.1944 г. | 1-й Белорусский фронт    | 16-я воздушная армия                 | -                                         | -                                        | в оперативном подчинении                              |
| 01.08.1944 г. | 1-й Белорусский фронт    | 6-я воздушная армия                  | -                                         | -                                        | в оперативном подчинении                              |

## Командиры
- Ткаченко, Андрей Григорьевич, майор с 10.1940 по 11.1942
- Орлов, Леонид Александрович, майор с 11.42 по 15.03.1943 (погиб)
- Пустовой, Григорий Андреевич, майор с 05.1943 по 08.1943
- Шестаков, Лев Львович, полковник с 29.08.1943 по 13.03.1944 (погиб)
- Чупиков, Павел Фёдорович, подполковник с 26.03.1944 по 19.08.1944

## Награды и почётные наименования
| Награда                               | Дата       | За что получена |
| ------------------------------------- | ---------- | --- |
| Орден Красного Знамени                | 11.04.1940 | За образцовое выполнение боевых заданий командования на фронте борьбы с финской белогвардейщиной и проявленные при этом доблесть и мужество |
| Почётное наименование «Проскуровский» | 03.04.1944 | |
| Орден Александра Невского             | 09.08.1944 | За образцовое выполнение заданий командования в боях при прорыве обороны немцев западнее Ковель и проявленные при этом доблесть и мужество  |

## Почётные наименования
19-му Краснознамённому истребительному авиационному полку 3 апреля 1944 года за отличие в боях с немецкими захватчиками при освобождении городов Проскуров, Каменец-Подольский, Чертков, Гусятин и Залещики приказом ВГК присвоено почётное наименование «Проскуровский».

## Отличившиеся воины полка
| Награда                    | Ф. И. О.                       | Должность                          | Звание    | Дата награждения | Данные о вылетах | Примечания                                       |
| -------------------------- | ------------------------------ | ---------------------------------- | --------- | --- | ---------------- | ------------------------------------------------ |
|                            | Азаров, Евгений Александрович  | командир эскадрильи                | капитан   | к моменту представления 339 боевых вылетов, провёл 101 воздушный бой и уничтожил лично 15 самолётов противника.           | 19.08.1944       | -                                                |
|                            | Беликов, Олег Степанович       | командир эскадрильи                | капитан   | к моменту представления 635 боевых вылетов, провёл 114 воздушных боя, сбил 15 самолётов противника лично и 14 — в группе. | 19.08.1944       | -                                                |
|                            | Даргис, Павел Никодимович      | Командир звена                     | лейтенант | - | -                | 13.08.1941 в небе над Ленинградом совершил таран |
| Герой Российской Федерации | Клыков, Виктор Павлович        | лётчик                             | лейтенант | - | 11.09.1998       | посмертно, 20.07.1941 совершил таран             |
|                            | Лебединский, Павел Григорьевич | командир эскадрильи                | капитан   | - | -                | 17.07.1941 совершил таран                        |
|                            | Степанов, Евгений Николаевич   | инспектор по технике пилотирования | капитан   | к моменту представления более 100 боевых вылетов, в 40 воздушных боях сбил 2 самолёта противника.                         | 29.08.1939       | -                                                |
|                            | Чупиков, Павел Фёдорович       | командир полка                     | полковник | к моменту представления сбил лично 11 и в группе 3 самолёта противника (в составе пары сбил также аэростат).              | 19.08.1944       | -                                                |